# Brachymeria longiscaposa
Brachymeria longiscaposa är en stekelart som beskrevs av Joseph, Narendran och Joy 1972. Brachymeria longiscaposa ingår i släktet Brachymeria och familjen bredlårsteklar.
Artens utbredningsområde är:
- Taiwan.
- Vietnam.

Inga underarter finns listade.